# Otto Deland
Otto Ludvig Deland, född 21 augusti 1800 i Stockholm, död där 31 december 1856, var en svensk skådespelare.
Otto Deland var son till Louis Deland och Carolina Kuhlman. Han tog först värvning som volontär vid Livregementets dragoner men tog 1821 avsked och inträdde då i styvfadern Gustaf Åbergssons teatersällskap. Deland kom bland annat att vinna erkännande för sin roll som Boss i August Lafontaines Louise och Walborn. Han debuterade samma år på Kungliga Teatern men fick inte anställning där utan var 1822–1824 anställd vid Djurgårdsteatern där han bland annat spelade Le Fleur. 1824–1846 var han anställd vid Kungliga Teatern. Otto Deland blev aldrig någon verkligt hyllad skådespelare, men kom att spela många roller, särskilt komiska.